# Robin Yarrow
Robin Hardy Yarrow est un haut fonctionnaire et diplomate fidjien.

## Biographie
Jeune homme, il est candidat pour le parti de l'Alliance aux élections législatives fidjiennes de 1966. Le parti présente deux candidats, Ronald Kermode et lui, pour les deux sièges de la circonscription ethnique des petites minorités de Viti Levu-ouest. En l'absence d'autres candidats, les deux sont automatiquement élus au Conseil législatif de ce qui est encore la colonie britannique des Fidji, et siègent sur les bancs de la majorité parlementaire du grand chef autochtone Ratu Kamisese Mara. Il poursuit dans le même temps des études de science vétérinaire à l'université de Sydney, et revient s'établir de manière permanente aux Fidji en 1969, employé par le ministère de l'Agriculture,. La colonie accède à l'indépendance en 1970 et Robin Yarrow est réélu député de la majorité aux élections de 1972.
À partir de 1969, il est secrétaire permanent de quatre ministères successifs : Agriculture, Tourisme, Affaires étrangères, et Planification nationale. Dans les années 1990, il est l'ambassadeur des Fidji au Japon. Il quitte le service public en 1999 et travaille dès lors comme consultant,.
En 2004 il est fait chevalier de l'ordre du Mérite agricole par la France. En 2019, le Japon le décore de l'ordre du Soleil levant, deuxième classe,.